# San Blas de Copudas
San Blas de Copudas är en ort i Mexiko.   Den ligger i kommunen Ojocaliente och delstaten Zacatecas, i den centrala delen av landet, 500 km nordväst om huvudstaden Mexico City. San Blas de Copudas ligger 2 087 meter över havet och antalet invånare är 234.
Terrängen runt San Blas de Copudas är platt åt nordväst, men åt sydost är den kuperad. Runt San Blas de Copudas är det ganska glesbefolkat, med 48 invånare per kvadratkilometer. Närmaste större samhälle är Luis Moya, 17,7 km sydväst om San Blas de Copudas. Omgivningarna runt San Blas de Copudas är i huvudsak ett öppet busklandskap.